# 237P/LINEAR
237P/LINEAR – kometa krótkookresowa, należąca do rodziny Jowisza.

## Odkrycie
Kometa została odkryta 14 marca 2003 w ramach programu LINEAR.

## Orbita komety i właściwości fizyczne
Orbita komety 237P/LINEAR ma kształt elipsy o mimośrodzie 0,35. Jej peryhelium znajduje się w odległości 2,42 j.a., aphelium zaś 5,05 j.a. od Słońca. Jej okres obiegu wokół Słońca wynosi 7,22 roku, nachylenie do ekliptyki to wartość 16,15˚.
Jądro tej komety ma rozmiary kilku km.